# Massacre de Palawan
Le massacre de Palawan se déroule le 14 décembre 1944 durant la Seconde Guerre mondiale près de la ville de Puerto Princesa sur l'île de Palawan aux Philippines. Des prisonniers de guerre alliés, emprisonnés sur place, sont tués par des soldats de l'armée impériale japonaise lors d'un raid aérien américain.

## Prisonniers de guerre à Puerto Princesa
Afin d'empêcher la libération des prisonniers de guerre par l'avancée des Alliés, le 14 décembre 1944, des unités de la 14e armée régionale japonaise (sous le commandement du général Tomoyuki Yamashita) ramènent les prisonniers de guerre dans leur camp. Durant une alerte de raid aérien, les 150 prisonniers de guerre à Puerto Princesa se mettent à l'abri dans trois tranchées couvertes. Les soldats japonais mettent alors le feu aux tranchées à l'aide de barils d'essence.
Les prisonniers qui essaient d'échapper aux flammes sont abattus par des mitrailleuses. D'autres tentent de s'échapper en grimpant sur une falaise qui monte le long d'un côté des tranchées, mais sont ensuite pourchassés et tués. Seuls 11 hommes échappent à la mort et 139 sont tués,. Parmi les victimes, 123 sont enterrés dans une fosse commune au cimetière national de la caserne de Jefferson (en) aux États-Unis.
L'incident suscite une série de campagnes de secours de prisonniers de guerre par les États-Unis, telles que le raid de Cabanatuan le 30 janvier 1945, le raid du camp d'internement de Santo Tomas (en) le 3 février 1945, le raid de la prison de Bilibid le 4 février 1945, et le raid de Los Baños le 23 février 1945. C'est le témoignage du survivant Eugene Nielsen qui convainc l'armée américaine d'entreprendre une campagne pour sauver les prisonniers de guerre aux Philippines en 1945. En 2006, Nielsen est interrogé à nouveau par Geoffrey Panos de l'université de l'Utah.
Les ossements des victimes sont découverts début  1945. 16 soldats japonais sont jugés pour le massacre, à Yokohama en août 1948.
Les soldats japonais impliqués dans le massacre sont d'abord condamnés à mort, mais plus tard, ils sont libérés par une amnistie générale.

## Citation dans la littérature

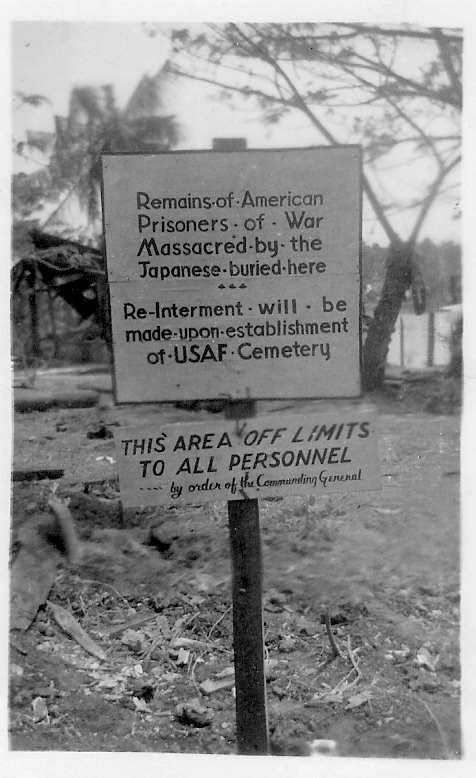
Site d'enterrement des victimes du massacre de Palawan du 14 décembre 1944. Photo prise par le soldat américain Bob Meza en mars 1945.

Le massacre est à la base du livre Last Man Out : Glenn McDole, USMC, Survivant du massacre de Palawan pendant la Seconde Guerre mondiale de Bob Wilbanks et des scènes d'ouverture du film Le Grand Raid de 2005. Un mémorial est érigé sur le site et McDole, âgé de plus de 80 ans, a pu assister à son inauguration.